# Zaanse Schans
Zaanse Schans je soseska v bližini kraja Zaandijk na Nizozemskem. V kraju so številni stari dobro ohranjeni mlini na veter in starinske hiše. Od leta 1961 naprej so v Zaanse Schans preselili okoli 35 tradicionalnih hiš. Mline so postavljali od leta 1574 naprej. Od leta 1994 je v kraju odprt tudi muzej Zaans Museum.
Gre za eno od priljubljenih nizozemskih turističnih znamenitosti; leta 2014 ga je obiskalo okoli 1,6 milijona obiskovalcev.

## Etimologija
Kraj je poimenovan po reki Zaan. Druga beseda imena, Schans, pomeni okop – med osemdesetletno vojno za nizozemsko osamosvojitev so namreč okopi imeli vlogo zaščite pred špansko vojsko.